# Angela Smith

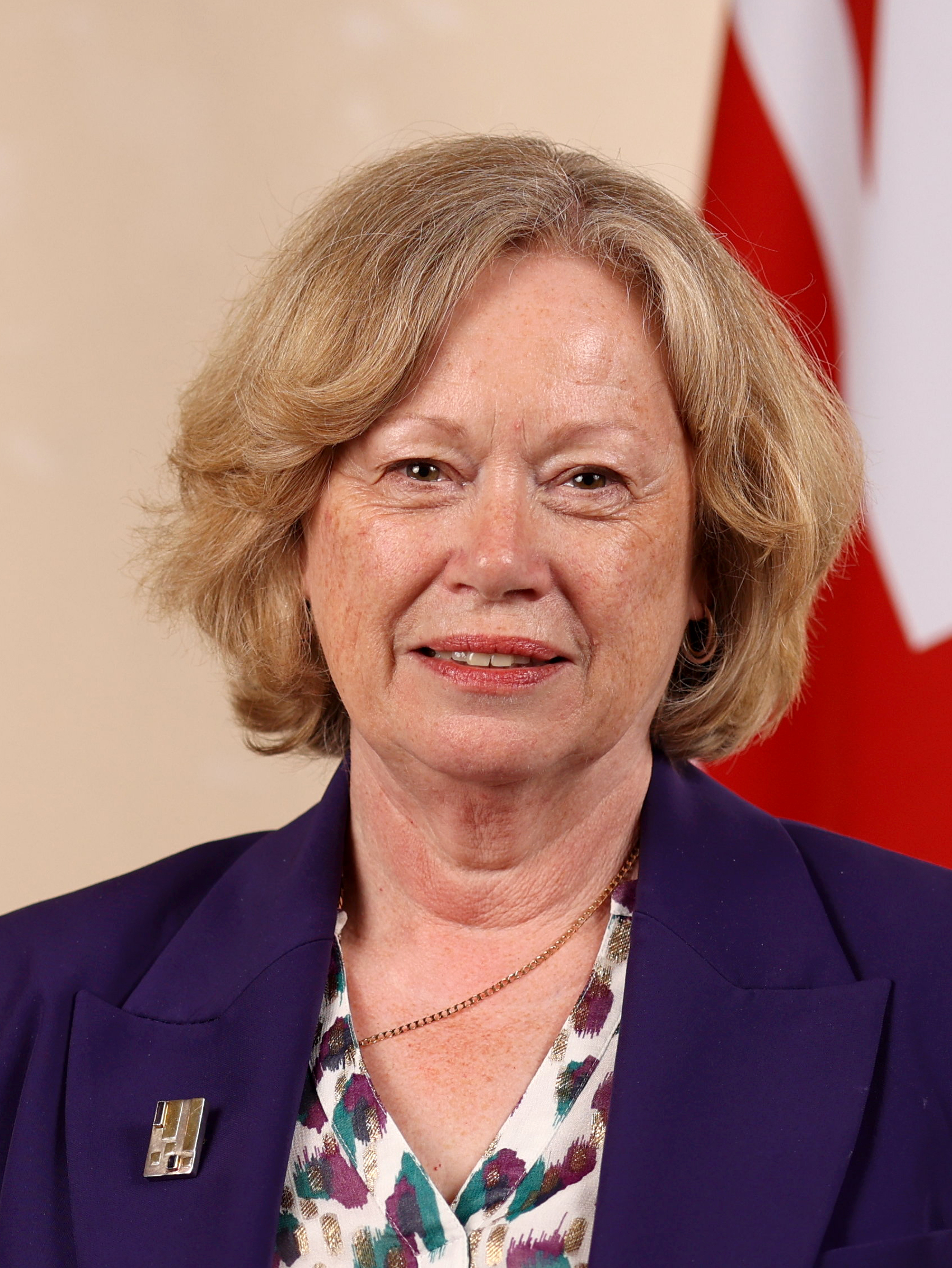
Angela Smith, Barones Smith van Basildon. 2024

Angela Evans Smith, Barones Smith van Basildon  (Londen, 7 januari 1959), is een Brits politica voor de Labour Party. Van 1997 tot 2010 was ze Lagerhuislid voor het kiesdistrict Basildon. Ze bekleedde een aantal functies in het Kabinet-Brown.  
Bij de Lagerhuisverkiezingen van 2010 werd ze niet herkozen. Later dat jaar trad ze als Barones Smith van Basildon toe tot het Hogerhuis. Door premier Keir Starmer werd ze in 2024 benoemd tot Leader of the House of Lords en Lord Privy Seal; ze maakt deel uit van het Britse kabinet. 

## Biografie
Smith studeerde Public Administration aan Leicester Polytechnic. Van 1982 tot 1983 was ze accountant in opleiding bij  het Londense district Newham. Daarna werkte ze voor de League Against Cruel Sports (een organisatie die campagne voert tegen dieronvriendelijke sport). Van 1995 tot 1997 was ze politiek onderzoeker.

### Politieke loopbaan
Smith werd in 1989 voor de Labour Party lid van de Essex County Council. In 1987 stond ze zonder succes kandidaat voor de Lagerhuiszetel Southend West. Bij de Lagerhuisverkiezingen van 1997 was ze kandidaat voor de zetel in Basildon en werd daar wel gekozen. 
In december 1997 diende Smith een Private Member's Bill (initiatiefwet ingebracht door een individueel Lagerhuislid) in om afvalproductie tot een minimum te beperken. Zij slaagde erin dit wetsvoorstel door het parlement te loodsen; in 1989 werd de Waste Minimisation Act goedgekeurd.
Smith kreeg in 2001 de functie Government Whip. In oktober 2002 werd ze staatssecretaris voor Noord-Ierland. In 2006 stapte ze over naar het Department for Communities and Local Government, met verantwoordelijkheid voor de brandweer. Op 28 juni 2007 werd Smith parlementair secretaris van de nieuwe premier Gordon Brown, waardoor ze het recht kreeg om de vergaderingen van het kabinet bij te wonen. In 2009 werd ze minister voor de Derde Sector en lid van de Privy Council.
Haar kiesdistrict Basildon werd opgeheven bij de algemene verkiezingen van 2010. Ze stelde zich kandidaat voor het nieuwe kiesdistrict South Basildon and East Thurrock, dat een groot deel van haar oude district omvatte. Ze verloor echter van de Conservatieve kandidaat. 

### Hogerhuis
Smith werd op 7 juli 2010 voor het leven in de adelstand verheven. Ze trad als Barones Smith van Basildon toe tot het Hogerhuis. Ze had daar achtereenvolgens voor Labour de portefeuilles energie en klimaatverandering, Noord-Ierland en binnenlandse zaken. Op 27 mei 2015 werd ze verkozen tot leider van de Labourfractie in het Hogerhuis en werd daarmee lid van het schaduwkabinet van interim partijleider Harriet Harman. In 2016 weigerde Smith enkele maanden om de bijeenkomsten van het Labour schaduwkabinet bij te wonen, uit protest tegen het partijleiderschap van Jeremy Corbyn. 
Toen Keir Starmer in april 2020 partijleider werd, bleef Smith schaduwleider van het Hogerhuis. Na de overwinning van Labour bij de algemene verkiezingen van 2024 werd ze door Starmer benoemd tot leider van het Hogerhuis en Lord Privy Seal. Ze maakt deel uit van het kabinet-Starmer. 

### Hervorming Hogerhuis
Smith heeft gepleit voor hervorming van het Hogerhuis. Ze is er voorstander van om het huidige House of Lords te vervangen door een gekozen kamer. Ze benadrukt dat de Labourregering zich waarschijnlijk eerst zal richten op zaken zoals economische groei en de crisis rond de kosten van levensonderhoud, en niet op de complexe hervorming van het Hogerhuis.

## Externe bronnen
- Profiel Angela Smith op website Hogerhuis